# Basílica de María Auxiliadora (La Paz)
La Basílica menor de María Auxiliadora es un templo católico situada en la ciudad de La Paz, Bolivia. Es considerada como una de las más importantes estructuras arquitectónicas en la ciudad de La Paz, debido a su estilo art déco dentro de la corriente modernista, en su diseño se omitieron las líneas curvas y se valorizaron las líneas puras emulando la apariencia clásica de un templo gótico. El templo está conformado por tres entradas principales hechas de portones de madera con arcos angulares. La torre está formada por tres cuerpos decrecientes del campanario y la cúpula. En su interior destacan vitrales exquistamente elaborados y los pisos están realizados en mármol.

## Ubicación
Ciudad de La Paz, avenida 16 de julio, 1853.

## Historia
El proyecto de construcción del templo se inició en 1946 en la ceremonia del 50.º aniversario de la fundación de la Obra Salesiana en La Paz. La construcción de la basílica estuvo a cargo del ingeniero italiano Vittorio Aloisio. El 24 de septiembre de 2000 el templo fue elevado al grado de Basílica.